# Blue Orchid
"Blue Orchid" é o décimo nono single da banda norte-americana The White Stripes e a primeira faixa do álbum Get Behind Me Satan, o quinto da dupla. Em uma entrevista, o guitarrista e vocalista Jack White se referiu ao single como a canção que salvou o álbum. Foi nas filmagens do vídeo da canção que Jack conheceu sua então futura esposa, Karen Elson, uma modelo com quem se casaria logo após as filmagens.
É umas das faixas tocáveis do jogo Guitar Hero 5.